# Carole Quinton
Carole Louise Quinton (ur. 11 lipca 1936 w Rugby) – brytyjska lekkoatletka, specjalistka biegów płotkarskich, wicemistrzyni olimpijska z 1960 z Rzymu.
Startowała w biegu na 80 metrów przez płotki na igrzyskach olimpijskich w 1956 w Melbourne, ale odpadła w półfinale.
Zdobyła srebrny medal w sztafecie 4 × 100 metrów na mistrzostwach Europy w 1958 w Sztokholmie (sztafeta biegła w składzie: Madeleine Weston, Dorothy Hyman, Claire Dew i Quinton na ostatniej zmianie), a w finale biegu na 80 metrów przez płotki zajęła 4. miejsce. Na Igrzyskach Imperium Brytyjskiego i Wspólnoty Brytyjskiej 1958 w Cardiff zdobyła srebrny medal w biegu na 80 metrów przez płotki za Normą Thrower z Australii (Quinton reprezentowała wówczas Anglię).
Na igrzyskach olimpijskich w 1960 w Rzymie zdobyła srebrny medal w biegu na 80 metrów przez płotki, przegrywając jedynie z Iriną Press ze Związku Radzieckiego. Sztafeta 4 × 100 metrów z jej udziałem nie ukończyła biegu finałowego.
21 sierpnia 1958 w Sztokholmie ustanowiła rekord Wielkiej Brytanii na 80 metrów przez płotki czasem 10,9 s, który potem czterokrotnie wyrównała.
Była mistrzynią Wielkiej Brytanii w biegu na 80 metrów przez płotki w 1958 i 1960.